# Librarything
LibraryThing är en webbplats som låter användare katalogisera och kategorisera sina böcker och jämföra innehaven med andra användare. Sajten grundades 29 augusti 2005 och drevs av Tim Spalding, som är bosatt i Portland, Maine, på USA:s östkust. I maj 2006 köpte den amerikanska nätbokhandeln Abebooks ett 40-procentigt innehav i företaget. Detta övertogs i sin tur av Amazon.com år 2008.

## Funktion
Användarna behöver i de flesta fall bara ange bokens ISBN, varvid kataloginformation hämtas från lämpliga bibliotek. Användarna kan själva komplettera informationen och förse den med taggar (nyckelord) och recensioner. Varje bok, författare och nyckelord får en egen sida, som kan förses med länkar (vanligen till författarbiografier i Wikipedia) och kommentarer. Utöver detta tillhandahåller webbplatsen diskussionsforum och personliga presentationssidor för användarna. Nya funktioner tillkommer ständigt.
Tjänsten är gratis. Webbplatsen har inga annonser men företaget utvecklar produkter för biblioteksbranschen, delvis baserade på de data som LibraryThings användare tillhandahåller, och tjänar på det sättet pengar. 
Det finns mer eller mindre kompletta översättningar av webblatsen till de flesta av världens större språk, översatta av användarna själva. Dock är diskussionerna på sajtens användarfora huvudsakligen på engelska. Bokdata för svenska böcker hämtas framför allt från Kungliga bibliotekets Libris-katalog.

## Historik
Under sitt första år drog sajten till sig 73 000 registrerade användare med 5,1 miljoner katalogiserade innehav av 1,2 miljoner olika boktitlar. Efter ytterligare ett år hade dessa tal mer än fördubblats, och i februari 2011 var antalet registrerade böcker 59,9 miljoner, där 5,9 miljoner verk fördelades på 1,3 miljoner användare. 2018 anges antalet medlemmar till 2,3 miljoner och antalet registrerade böcker till 126 miljoner.
Förutom några få bloggar har dock svenska massmedier inte uppmärksammat sajten, som i augusti 2007 hade 300 svenska deltagare och som i februari 2011 hade 3 107 medlemmar, som sammanlagt registrerat 243 000 böcker.

## Hänvisningar
1. ↑  Jan Gardner (9 juli 2006). ”Net gain for readers”. Boston Globe. http://www.boston.com/ae/books/articles/2006/07/09/net_gain_for_readers/.
2. ↑  ”Tidsandan”. http://se.librarything.com/zeitgeist. Läst 16 februari 2011.
3. ↑  ”LibraryThing - rundtur”. LibraryThing. https://se.librarything.com/tour/5. Läst 17 november 2018.
4. ↑  ”Tidsandan per språk”. http://se.librarything.com/zeitgeist/language/swe. Läst 16 februari 2011.